# Ашветія Михеїл Олександрович
Михеїл Ашветія (груз. მიხეილ აშვეთია, нар. 10 листопада 1977, Кутаїсі) — грузинський футболіст, що грав на позиції флангового півзахисника і нападника насамперед за низку грузинських та російських клубних команд, а також національну збірну Грузії. По завершенні ігрової кар'єри — тренер. З 1921 року входить до тренерського штабу клубу «Самгуралі».

## Клубна кар'єра
У дорослому футболі дебютував 1993 року виступами за команду «Торпедо» (Кутаїсі). До 2001 року грав здебільшого на батьківщині, крім «Торпедо» погравши за кутаїський «Рцмена», «Самгуралі», та «Динамо» (Тбілісі). Демонстрував надзвичайно високу результативність, забиваючи майже у кожній грі національної першості Грузії.
Ще у 1997 і 2000 роках отримував перший досвід виступів за кордоном, граючи у Росії за «Аланію», а 2001 року отримав запрошення приєднатися до данського «Копенгагена». У Данії не зумів пробитися до основи столичного клубу і протягом решти 2000-х грав здебільшого у російській першості.
2002 року утретє приєднався до «Аланії», звідки вже за рік перебрався до московського «Локомотива», у складі якого 2004 року виборов титул чемпіона Росії.
У 2005—2006 роках пограв за «Ростов» і «Рубін», після чого спробував свої сили у Німеччині, граючи за «Карл Цейс».
2008 року повернувся до Росії, де грав за «Анжі» та «Динамо» (Барнаул), а завершив ігрову кар'єру наступного року виступами за «Нижній Новгород».

## Виступи за збірні
Протягом 1997—1999 років залучався до складу молодіжної збірної Грузії. На молодіжному рівні зіграв у 14 офіційних матчах, забив 7 голів.
1998 року дебютував в офіційних матчах у складі національної збірної Грузії.
Загалом протягом кар'єри у національній команді, яка тривала 8 років, провів у її формі 24 матчі, забивши 5 голів.

## Кар'єра тренера
Розпочав тренерську кар'єру, повернувшись до футболу після невеликої перерви, 2016 року, увійшовши до тренерського штабу клубу «Торпедо» (Кутаїсі), де пропрацював з 2016 по 2020 рік як асистент головного тренера Кахабера Чхетіані.
12 січня 2020 року після відставки Чхетіані був призначений головним тренером кутаїського «Торпедо». Керував його командою до квітня 2021 року.
20 червня 2021 року обійняв посаду асистента у тренерському штабі «Самгуралі», очолюваному Самсоном Пруїдзе.

## Титули і досягнення
- Чемпіон Росії (1):

«Локомотив» (Москва): 2004